# Cemal Kütahya
Cemal Kütahya (* 12. Juni 1990 in Konya; † zwischen 6. und 14. Februar 2023 in Antakya) war ein türkischer Handball- und Beachhandballspieler.

## Karriere

### Hallenhandball
Der 1,87 m große rechte Rückraumspieler spielte für die Mannschaft der Akdeniz Üniversitesi und für Yeditepe Özel Idaresi. Mit BB Ankaraspor gewann der Linkshänder in der Spielzeit 2012/13 den türkischen Supercup und den Pokal. International nahm er mit dem Team am EHF Challenge Cup 2014/15, am EHF Challenge Cup 2015/16 und am EHF-Pokal 2016/17 teil. 2017 wechselte er für zwei Jahre zu Antalyaspor, bevor er in der Saison 2019/20 in Katar für al-Shamal SC auflief. Wieder zurück in der Türkei spielte er für Beykoz Belediyesi SK, mit dem er am EHF European Cup 2020/21 teilnahm. In der Saison 2021/22 stand er in Rumänien bei CSU Suceava unter Vertrag. Im Sommer 2022 kehrte er zu Hatay Büyükşehir Belediyespor zurück.
Kütahya war Kapitän der türkischen Nationalmannschaft. Bei den Islamic Solidarity Games 2021 gewann er mit der Auswahl die Silbermedaille.

### Beachhandball
Als Beachhandballspieler wurde Kütahya mit 172 Punkten bei der Beachhandball Euro 2019 sowie mit 151 Punkten bei der Beachhandball Euro 2021 bester Scorer. Bei den Mediterranean Beach Games 2015 gewann er mit der türkischen Beachhandball-Nationalmannschaft die Bronzemedaille.

## Tod
Nach dem Erdbeben in der Türkei und Syrien vom 6. Februar 2023 wurden Cemal Kütahya, seine schwangere Frau und sein fünf Jahre alter Sohn in der Stadt Antakya tot aus den Trümmern ihres Hauses geborgen.